# Jelena Tissina
Jelena Tissina, född den 10 februari 1977, är en rysk kanotist.
Hon tog bland annat VM-brons i K-4 200 meter i samband med sprintvärldsmästerskapen i kanotsport 1998 i Szeged.